# Lunar Crag
Lunar Crag är en kulle i Antarktis. Den ligger i Västantarktis. Argentina, Chile och Storbritannien gör anspråk på området. Toppen på Lunar Crag är 1 200 meter över havet.
Terrängen runt Lunar Crag är huvudsakligen lite bergig. Trakten är obefolkad. Det finns inga samhällen i närheten.